# Abborretjärnet (Högsäters socken, Dalsland)
Abborretjärnet är en sjö i Färgelanda kommun i Dalsland och ingår i Örekilsälvens huvudavrinningsområde.